# Satureja nabateorum
Satureja nabateorum là một loài thực vật có hoa trong họ Hoa môi. Loài này được Danin & Hedge miêu tả khoa học đầu tiên năm 1998.